# Ivan Sotirov
Ivan Sotirov (în bulgară Иван Сотиров; n. 14 martie 1935, Plovdiv, Regatul Bulgariei – d. 23 aprilie 2025) a fost un fotbalist bulgar.

## Carieră
Sotirov și-a început cariera la Spartak Plovdiv⁠(d), unde a jucat un sezon, înainte de a ajunge la Botev Plovdiv. Între 1955 și 1965, Sotirov a jucat 228 de meciuri pentru Botev, marcând 86 de goluri. El a fost cel mai bun marcator al Grupei A în sezonul 1960-61, cu 20 de goluri.

## Palmares

### Botev Plovdiv
- Cupa Bulgariei: 1962